# Eugeni de Toledo (màrtir)
Eugeni de Toledo és un sant màrtir llegendari, venerat a l'Església catòlica, especialment a Toledo. Segons la tradició n'havia estat el primer bisbe. La seva festivitat se celebra el 15 de novembre. En realitat, no va existir: es tracta d'un dels habituals desdoblaments de personalitats reals que es van donar a l'Edat mitjana. En aquest cas, el sant Eugeni màrtir s'originà a partir del real Sant Eugeni de Toledo, bisbe de Toledo mort el 657, la festivitat del qual se celebrava el dia 13 de novembre per evitar la coincidència.

## Origen de la confusió
Sant Eugeni de Toledo havia estat enterrat a Toledo, però al segle viii el seu cos fou portat a França per evitar-ne la profanació pels musulmans que s'apropaven a la ciutat. Després d'ésser al monestir de Deuil, fou traslladat a l'abadia de Saint-Denis, on una làpida marcava la tomba amb una inscripció que en deia el nom i el fet que havia estat bisbe de Toledo. La seva memòria, però, va quedar en l'oblit.
A mitjan segle ix, un monjo, probablement de Deuil, va redactar la Passio Sancti Eugenii on, per explicar la presència de les restes del sant a Saint-Denis, situa Sant Eugeni al segle i i el fa deixeble de Sant Dionís de París: així s'explicaria que se n'enviés el cos a l'abadia. La difusió d'aquesta vida va fer que s'acceptés acríticament i va fer que s'incloguessin al santoral dues figures que, en realitat, corresponien a una mateixa persona: d'una banda, el "nou" Sant Eugeni del segle i, i de l'altre, el sant real del segle VII. A més, en considerar que el primer havia existit i havia estat el primer bisbe Eugeni de Toledo, el sant del segle vii va ser designat com a Eugeni III de Toledo, quan en realitat n'era Eugeni II.

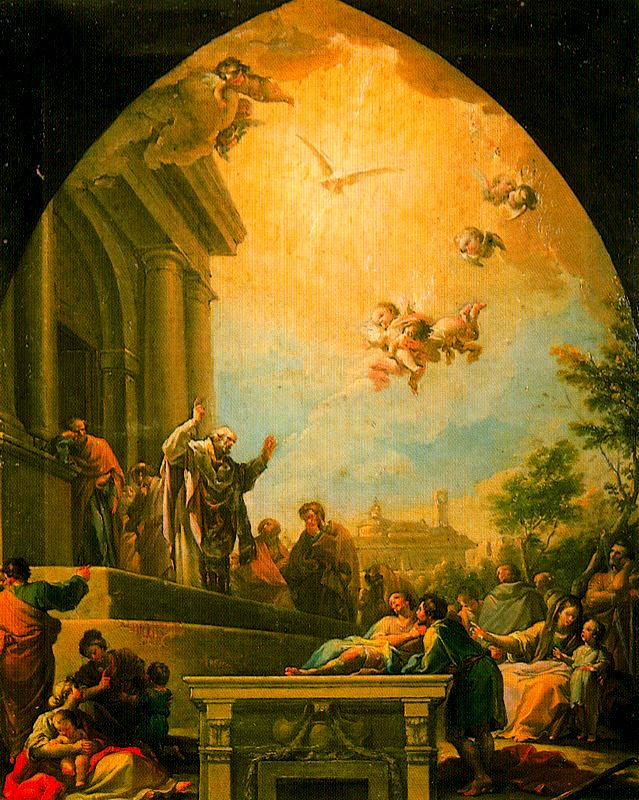
Predicació del sant a Toledo, per Bayeu, 1772 (Catedral de Toledo).
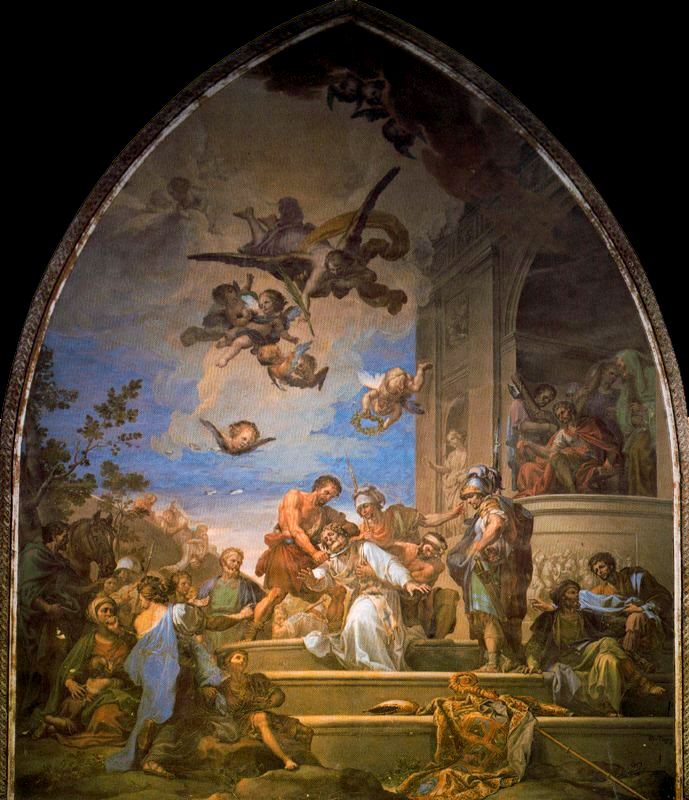
Degollació del sant, Francisco Bayeu, 1772 (Catedral de Toledo)
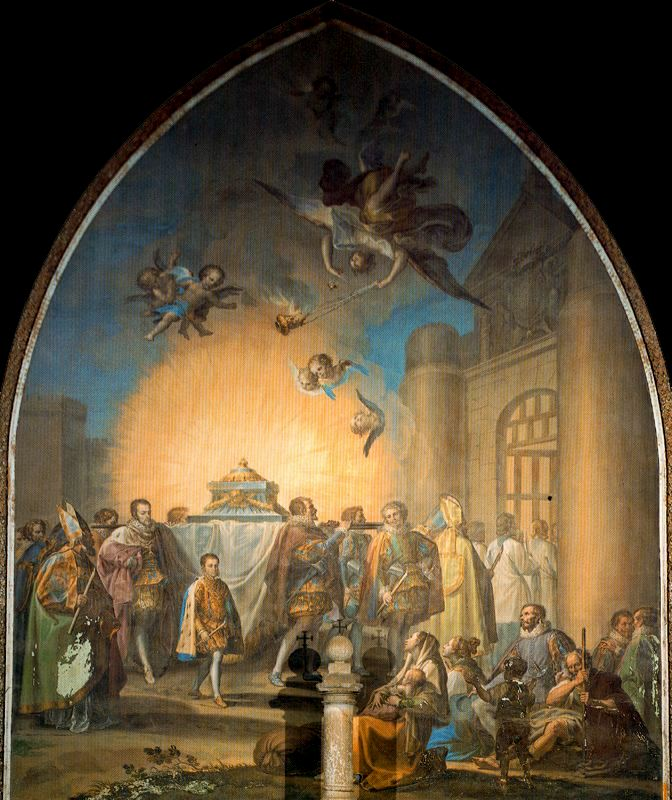
Translació del cos del sant, per Bayeu, 1772 (Catedral de Toledo).

## Llegenda
La vida de Sant Eugeni màrtir és totalment llegendària i sense fonament històric. La Passio del segle ix parteix de la llegenda de Dionís de París que, també erròniament identificat amb Dionís l'Areopagita, s'havia situat com a bisbe del segle i i deixeble de Sant Pau de Tars. Dionís, a Roma, és enviat pel papa Climent a predicar a la Gàl·lia, juntament amb un grup de preveres que l'ajudaran: entre ells, un jove ciutadà romà anomenat Eugeni.
El grup va arribar a Arle i allí va dispersar-se, anant cadascú a una ciutat diferent. Dionís, amb Eleuteri i Rústic, va a París i Eugeni és enviat a Toledo. Hi arriba i comença la seva predicació, producte de la qual és una primera comunitat cristiana, de la qual esdevé el primer bisbe.
No obstant això, Eugeni vol tornar a veure el seu mestre Dionís i viatja a París. Regnava llavors Domicià, el prefecte del qual, Fescenní Sisini havia fet executar Dionís feia poc. Eugeni, en saber-ho, assumeix la direcció de la comunitat cristiana de París i continua la tasca de Dionís. Assabentat el prefecte, el fa capturar. No vol renunciar a la seva fe, tot i ser torturat, i és condemnat a mort, essent decapitat poc després.
El cos n'és llençat al llac Marchais, on és durant segles, però miraculosament incorrupte. Inspirat per Déu, Ercold el recupera cap al segle vii, portant-lo a l'abadia de Saint-Denis per ésser-hi sebollit. No obstant això, no pot fer-ho i el cos és enterrat a Deuil, a la seva finca. Amb el temps, va aixecar-s'hi un santuari, on van tenir lloc nombrosos miracles per intercessió del sant.
Finalment, davant del perill de les invasions normandes, el cos d'Eugeni va ser portat a Saint-Denis, on va quedar-s'hi. El 1148, el bisbe Raimundo de Toledo va visitar Saint-Denis i va trobar-hi la tomba del sant bisbe, que havia estat totalment oblidat a Castella. Des de llavors, comencen gestions per a portar el sant cos a Toledo: la mediació d'Alfons VII de Castella va fer que l'abadia donés a Toledo el braç dret del sant, que el 1156 és col·locat a la Catedral.
Finalment, Felip II d'Espanya va aconseguir les restes completes del sant, que el 18 de novembre de 1565 van arribar a la catedral de Toledo, essent instal·lades en una urna d'argent obra de Nicolás de Vergara i Francisco Merino, acabada el 1569.